# Liste kantonaler Volksabstimmungen des Kantons Wallis
Die Liste kantonaler Volksabstimmungen des Kantons Wallis zeigt die Volksabstimmungen des Kantons Wallis von 2004 bis 2012.

## Abstimmungen

### 2012
Keine kantonalen Abstimmungen.

### 2011
| Datum      | Titel der Vorlage                                             | Anteil Ja-Stimmen | Resultat   |
| ---------- | ------------------------------------------------------------- | ----------------- | ---------- |
| 23.10.2011 | Kantonale Gesetz über die Krankenanstalten und -institutionen | 45,5 %            | Angenommen |

### 2010
Keine kantonalen Abstimmungen.

### 2009
| Datum      | Titel der Vorlage                    | Anteil Ja-Stimmen | Resultat  |
| ---------- | ------------------------------------ | ----------------- | --------- |
| 29.11.2009 | Kantonales Gesetz über den Tourismus | 24,8 %            | Abgelehnt |

### 2008
| Datum      | Titel der Vorlage           | Anteil Ja-Stimmen | Resultat   |
| ---------- | --------------------------- | ----------------- | ---------- |
| 30.11.2008 | Kantonale Gesundheitsgesetz | 75,7 %            | Angenommen |

### 2007
| Datum      | Titel der Vorlage                                                                                    | Anteil Ja-Stimmen | Resultat   |
| ---------- | --- | ----------------- | ---------- |
| 21.10.2007 | Änderung von Artikel 87 der Kantonsverfassung betreffend die Gemeindewahlen                          | 83,1 %            | Angenommen |
| 21.10.2007 | Teilrevision der Kantonsverfassung über die Verleihung des Gemeindebürgerrechts bei der Einbürgerung | 72,4 %            | Angenommen |

### 2006
Keine kantonalen Abstimmungen.

### 2005
| Datum      | Titel der Vorlage                                                   | Anteil Ja-Stimmen | Resultat  |
| ---------- | ------------------------------------------------------------------- | ----------------- | --------- |
| 25.09.2005 | Volksinitiative für die Wahl des Staatsrates nach dem Proporzsystem | 45,6 %            | Abgelehnt |

### 2004
| Datum      | Titel der Vorlage                                              | Anteil Ja-Stimmen | Resultat   |
| ---------- | -------------------------------------------------------------- | ----------------- | ---------- |
| 26.09.2004 | Teilreform der Kantonsverfassung bezüglich der Gemeindeordnung | 67,0 %            | Angenommen |